# Gull Lake Chippewa
Gull Lake Band, jedna od 13 izvornih bandi Mississippi Chippewa koja je u 19. stoljeću živjela uz obale jezera Gull Lake na gornjem toku Mississippija na području današnjeg okruga Cass u Minnesoti. Svoju zemlju prodaju 1863. a njihovi potomci danas žive s još šest bandi na rezervatu White Earth u istoj državi.
Njihov nekadašnji rezervat Gull Lake nalazio se blizu Brainerda, Minnesota.

## Vanjske poveznice
- Treaty With the Chippewa, Mississippi, and Pillager and Lake Winnibigoshish Bands, 1864.  Arhivirana inačica izvorne stranice od 6. lipnja 2010. (Wayback Machine)